# Giro della Provincia di Reggio Calabria 1996
Il Giro della Provincia di Reggio Calabria 1996, cinquantaseiesima edizione della corsa, si svolse il 25 febbraio 1996 su un percorso di 196,7 km, con partenza da Melito di Porto Salvo e arrivo a Reggio Calabria. La vittoria fu appannaggio dell'italiano Michele Bartoli, che completò il percorso in 5h49'29", alla media di 33,77 km/h, precedendo il connazionale Alessandro Baronti e lo svizzero Beat Zberg.

## Ordine d'arrivo (Top 10)
| Pos. | Corridore          | Squadra                           | Tempo    |
| ---- | ------------------ | --------------------------------- | -------- |
| 1    | Michele Bartoli    | MG Maglificio-Technogym           | 5h49'29" |
| 2    | Alessandro Baronti | Panaria-Vinavil                   | s.t.     |
| 3    | Beat Zberg         | Carrera Jeans                     | s.t.     |
| 4    | Giorgio Furlan     | Saeco-Estro-AS Juvenes San Marino | s.t.     |
| 5    | Fabiano Fontanelli | MG Maglificio-Technogym           | s.t.     |
| 6    | Aleksandr Šefer    | Scrigno-Gaerne                    | s.t.     |
| 7    | Gianluca Bortolami | Mapei-GB                          | a 0'07"  |
| 8    | Michele Coppolillo | MG Maglificio-Technogym           | s.t.     |
| 9    | Dario Frigo        | Saeco-Estro-AS Juvenes San Marino | s.t.     |
| 10   | Gabriele Colombo   | Gewiss-Playbus                    | s.t.     |